# Etos Kosmou
L'Etos kosmou (en grec ancien Ἔτος Κόσμου) est la date de la création du monde, selon le comput byzantin. Cette date est fixée au 1er septembre 5509 av. J.-C.
Elle fonde une ère de type Anno Mundi qui fut utilisée de 691 à 1728 dans le patriarcat œcuménique de Constantinople, de 988 à 1453 dans l’empire byzantin et de 988 à 1700 en Russie. Cette notation est parfois encore mentionnée sur les calendriers orthodoxes.
L'expression apparaît pour la première fois vers 638-639 dans un ouvrage écrit par le moine et prêtre byzantin Georges, qui mentionne dans son texte toutes les variantes de cette expression.